# Shūya Iwai
Shūya Iwai (jap. 岩井 柊弥, Iwai Shūya; * 11. Oktober 2000 in der Präfektur Ehime) ist ein japanischer Fußballspieler.

## Karriere
Shūya Iwai erlernte das Fußballspielen in der Jugendmannschaft des FC Saijo und des Ehime FC. Ehime FC, ein Klub aus Matsuyama, spielte in der zweithöchsten japanischen Liga, der J2 League. Als Jugendspieler wurde er 2018 einmal in der zweiten Liga eingesetzt. 2019 unterschrieb er bei Ehime seinen ersten Profivertrag. 2021 belegte man mit Ehime den 20. Tabellenplatz und stieg in die dritte Liga ab.